# Biblioteca Câmara Cascudo
A Biblioteca Estadual Câmara Cascudo (BECC) é uma instituição cultural localizada em Natal no Estado do Rio Grande do Norte, Brasil. Foi criada pela Lei nº 2.885 de 08 de abril de 1963 no governo de Aluízio Alves e inaugurada em fevereiro de 1969, ganhando o nome oficial de Biblioteca Pública Câmara Cascudo a partir de outubro de 1970.

## História
Fundada em 8 de abril de 1963, em conjunto com a Fundação José Augusto (FJA), a biblioteca teve sua inauguração em 1969, durante a gestão de Zila Mamede na FJA. O prédio que abriga a biblioteca foi doado em 1970.
A entidade desempenha um papel fundamental como parte do Sistema Estadual de Bibliotecas. Em 1978, já contava com 149 Bibliotecas Municipais conveniadas. Seus objetivos incluem a ampliação e a organização das bibliotecas públicas existentes no estado, a instalação de novas unidades, o aperfeiçoamento do pessoal técnico, a realização de campanhas educativas e a colaboração com outros sistemas bibliotecários a nível nacional.
Após nove anos de fechamento, a Biblioteca Estadual Câmara Cascudo (BECC) reabriu suas portas em Natal, em uma cerimônia realizada em dezembro de 2021. A BECC, sob a administração da Fundação José Augusto, órgão do Governo do Rio Grande do Norte, é reconhecida como um importante centro educativo e cultural do estado.

## Acervo

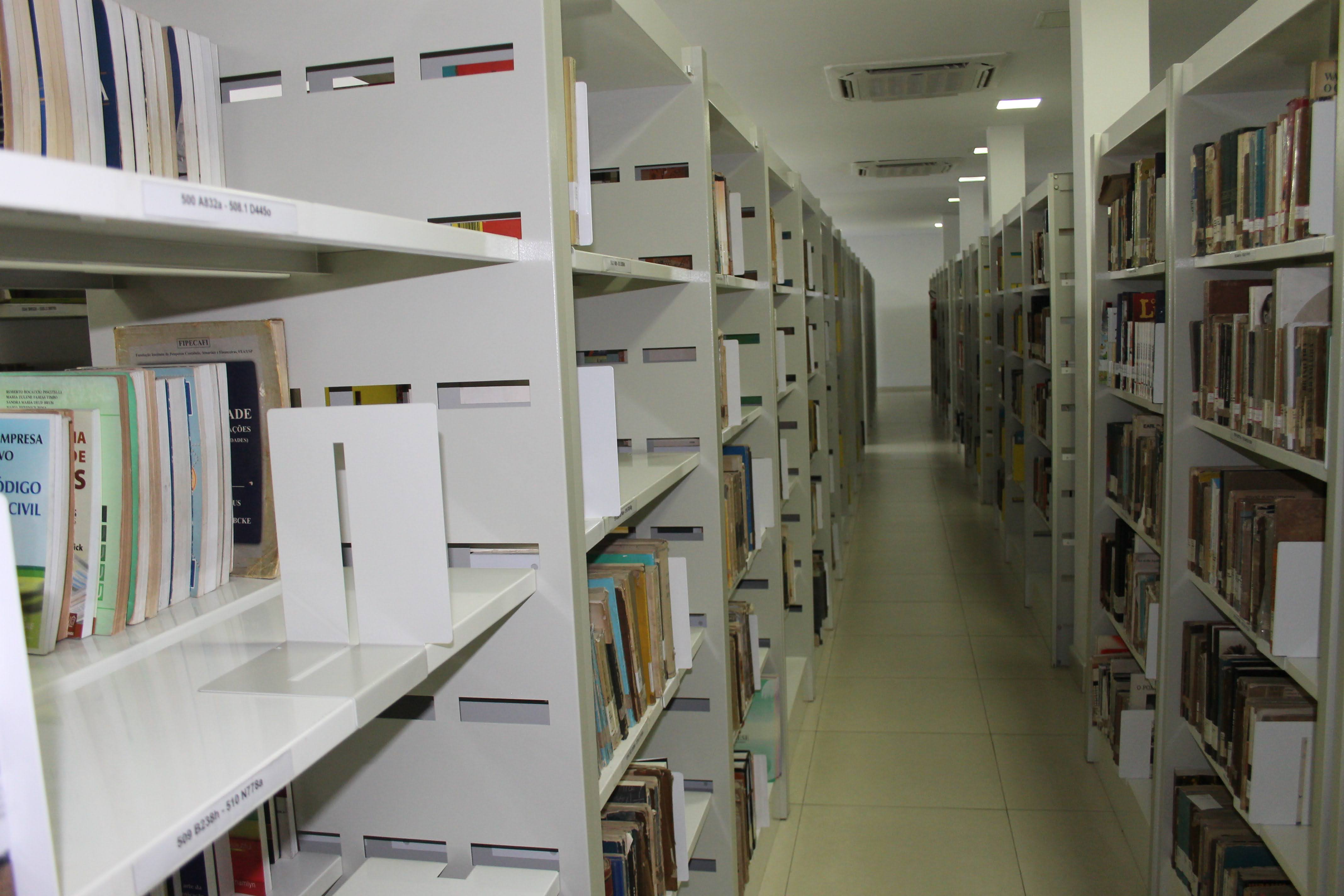
Acervo Geral da biblioteca

O acervo da Biblioteca Estadual Câmara Cascudo oferta cerca de 120 mil livros, com ênfase na literatura brasileira e potiguar, embora possua também materiais informacionais de outras áreas do conhecimento. Destacam-se em seu acervo uma sala dedicada aos autores potiguares e livros raros.
A divisão do acervo se dá entre Obras Gerais (OGE), Obras de autores norte-rio-grandenses (ORN) e Obras Raras (ORA).